# Museo Chichiri
El Museo Chichiri, también conocido como Museo de Malaui (en inglés: Museum of Malawi - Chichiri Museum), se encuentra emplazado en el centro cívico de Blantyre en la colina Chichiri, y es el mayor centro de exposiciones tanto de la naturaleza como de la cultura de Malaui.

## Distribución del museo
El Museo está dedicado tanto a la historia natural como a la colección de objetos etnológicos de la a lo largo de su sala principal de exposiciones. Están programadas visitas guiadas, lecturas, proyecciones de cine, danzas tradicionales, música contemporánea, teatro, así como excursiones relacionadas con el museo. Además, El Departamento de Educación del Museo ha desarrollado una serie de museos itinerantes en un esfuerzo de llevar a las escuelas infantiles rurales los fondos del museo.
En el edificio del museo se inscribe una sección de la historia natural de Malaui, incluyendo vitrinas sobre los Parques Nacionales de Lengwe y Liwonde con especímenes expuestos. Hay también una gran colección de insectos y una muestra de ejemplos geológicos, incluido el meteorito Machinga de 1981. En el recibidor principal se distribuye la exposición sobre la humanidad en Malawi desde la prehistoria a la independencia del país. En los terrenos del museo, fuera de los edificios, hay una serie de exposiciones al aire libre que documentan la modernización del transporte en Malaui.